# Tom Pryce
Pour les articles homonymes, voir Pryce.
Tom Pryce, né le 11 juin 1949 à Ruthin, Pays de Galles et mort le 5 mars 1977 à 27 ans, lors d'un accident survenu au Grand Prix d'Afrique du Sud sur le circuit du Kyalami près de Johannesburg, est un pilote automobile gallois. En quarante-deux Grands Prix, Tom Pryce a marqué dix-neuf points, réalisé une pole position et trois meilleurs tours en course.

## Biographie
Thomas Pryce commence professionnellement sa carrière automobile en 1970 lorsqu'il remporte le premier prix (une Lola de Formule Ford 1600) d'une compétition du Daily Express. En 1971, il court en Formule Ford, en Formule 100, puis en Formule Super Vee, où il remporte le titre national. En 1972, il dispute le championnat de Formule 3 et remporte la première épreuve du championnat Shell disputée à Brands Hatch. En 1973, il passe en Formule 2 avec l'écurie Rondel de Ron Dennis. Il termine cinquième à Mantorp, puis se classe second au Norisring. En 1974, Ron Dennis envisage de courir en Formule 1 avec Pryce et commande une étude à Ray Jessop : faute du soutien de Motul, Dennis doit abandonner ce projet, qui sera néanmoins repris par Tony Vlassopoulo et Ken Grob sous le nom Token Racing.
Tom ne reste pas en Formule 2 avec Dennis mais débute en F1 hors-championnat du monde, lors du BRDC International Trophy, puis en championnat du monde, en Belgique, au volant de la nouvelle Token RJ02. Ces deux courses se soldent par deux abandons. Il n'obtient pas l'autorisation de s'aligner au Grand Prix de Monaco car il est jugé trop inexpérimenté : il décide alors de disputer la course de Formule 3 et prend sa revanche en la gagnant. À la suite de sa belle performance en Principauté, il est engagé par l'équipe Shadow. Très vite, il montre ses talents, en se qualifiant troisième avec la DN3 lors du Grand Prix de France, puis en glanant son premier point au Nürburgring. Il dispute neuf Grands Prix du championnat 1974 et son point lui permet de se classer dix-huitième du championnat des pilotes.

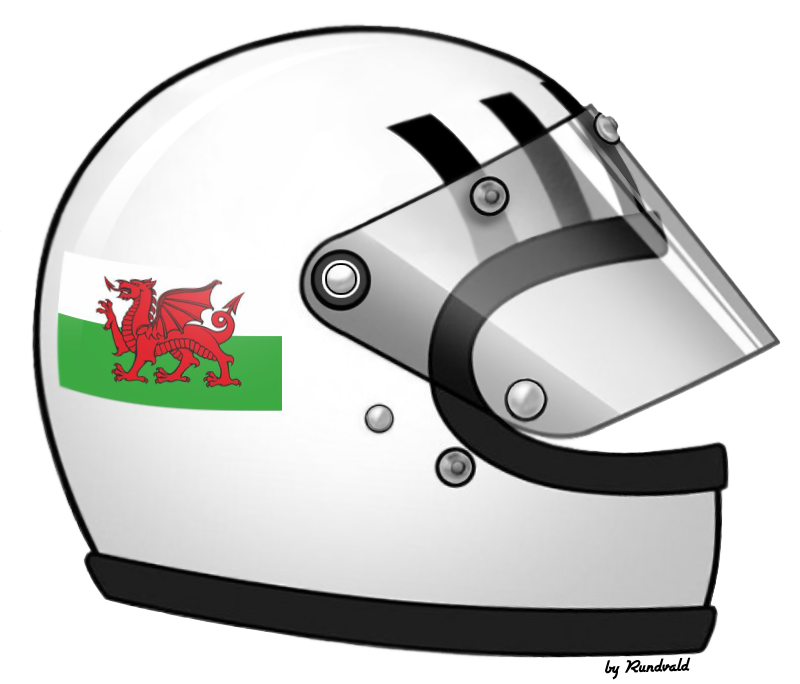
Le casque de Tom Pryce.

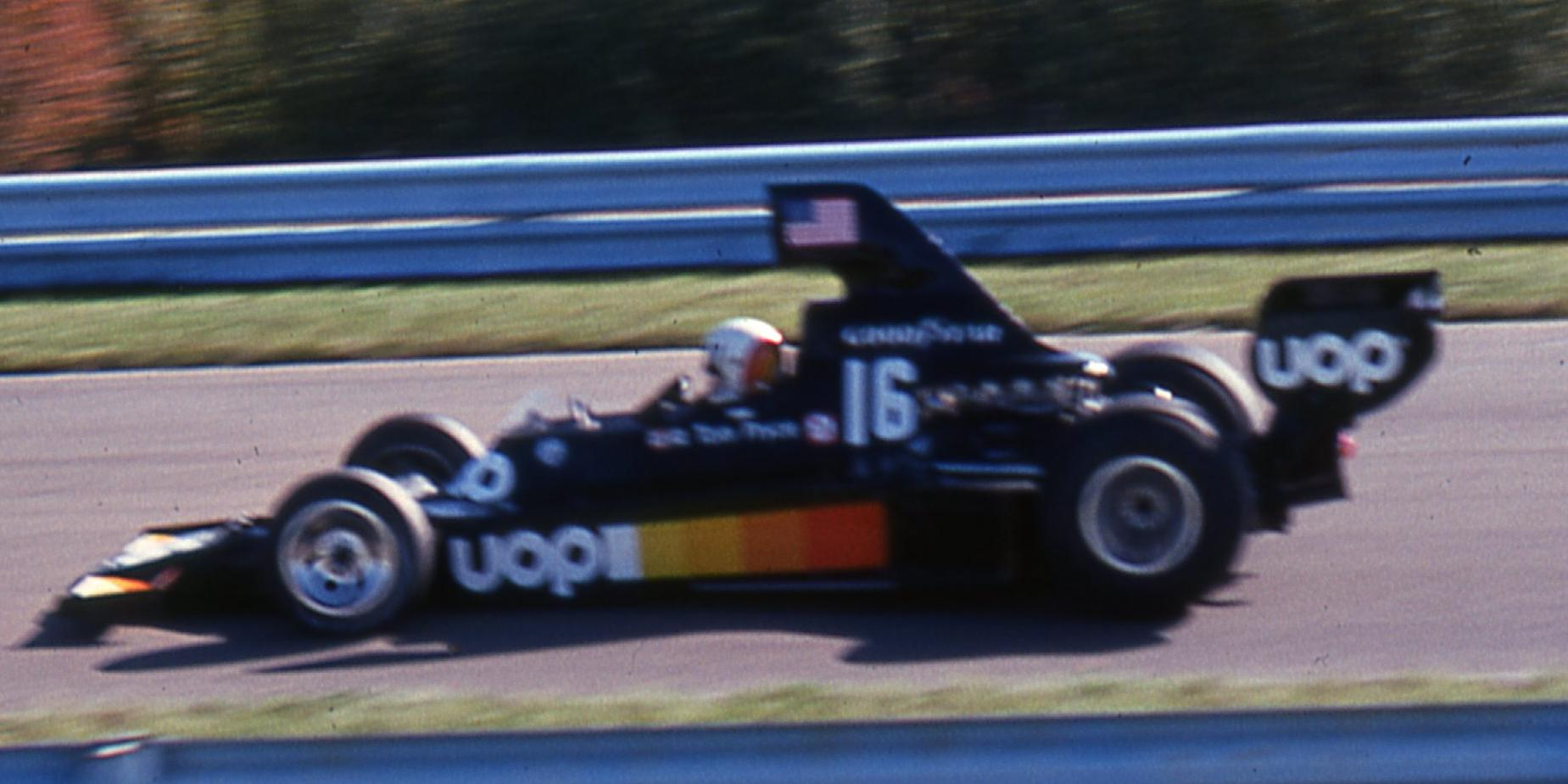
Tom Pryce sur Shadow DN5 à Watkins Glen en 1975.

En 1975, toujours chez Shadow, il commence la saison en beauté au volant de la DN5, avec une victoire à la Race of Champions, une épreuve hors-championnat disputée à Brands Hatch. À Monaco, il décroche une première ligne aux côtés de Niki Lauda. Sur sa lancée, il arrache la pole position en Grande-Bretagne et mènera la course pendant deux tours. Enfin, en Autriche, il monte sur son premier podium en championnat du monde. Tom termine dixième du championnat en ayant inscrit huit points en quatorze Grands Prix.
L'année suivante, encore chez Shadow, au volant de la DN5, il commence la saison en fanfare avec un nouveau podium : troisième lors de la course inaugurale au Brésil. Il termine par contre seulement sixième de la Race of Champions mais se classe quatrième du Grand Prix de Grande-Bretagne. Au volant de la nouvelle DN8, Tom se qualifie en troisième position à Zandvoort où il termine à nouveau quatrième. Il finit la saison avec plus de points que l'année précédente (dix points) mais rétrograde d'une place au championnat (onzième à égalité de points avec Ronnie Peterson).
En 1977, il poursuit chez Shadow au volant de la DN8 étrennée l'année précédente. La saison ne démarre pas aussi bien qu'il l'aurait espéré : il termine le Grand Prix d'Argentine non classé, avec huit tours de retard sur Jody Scheckter. Au Brésil, alors qu'il s'est extirpé de la douzième place sur la grille pour conquérir la seconde place en course, le moteur de sa Shadow explose en vue de l'arrivée. Puis vient la course sud-africaine.

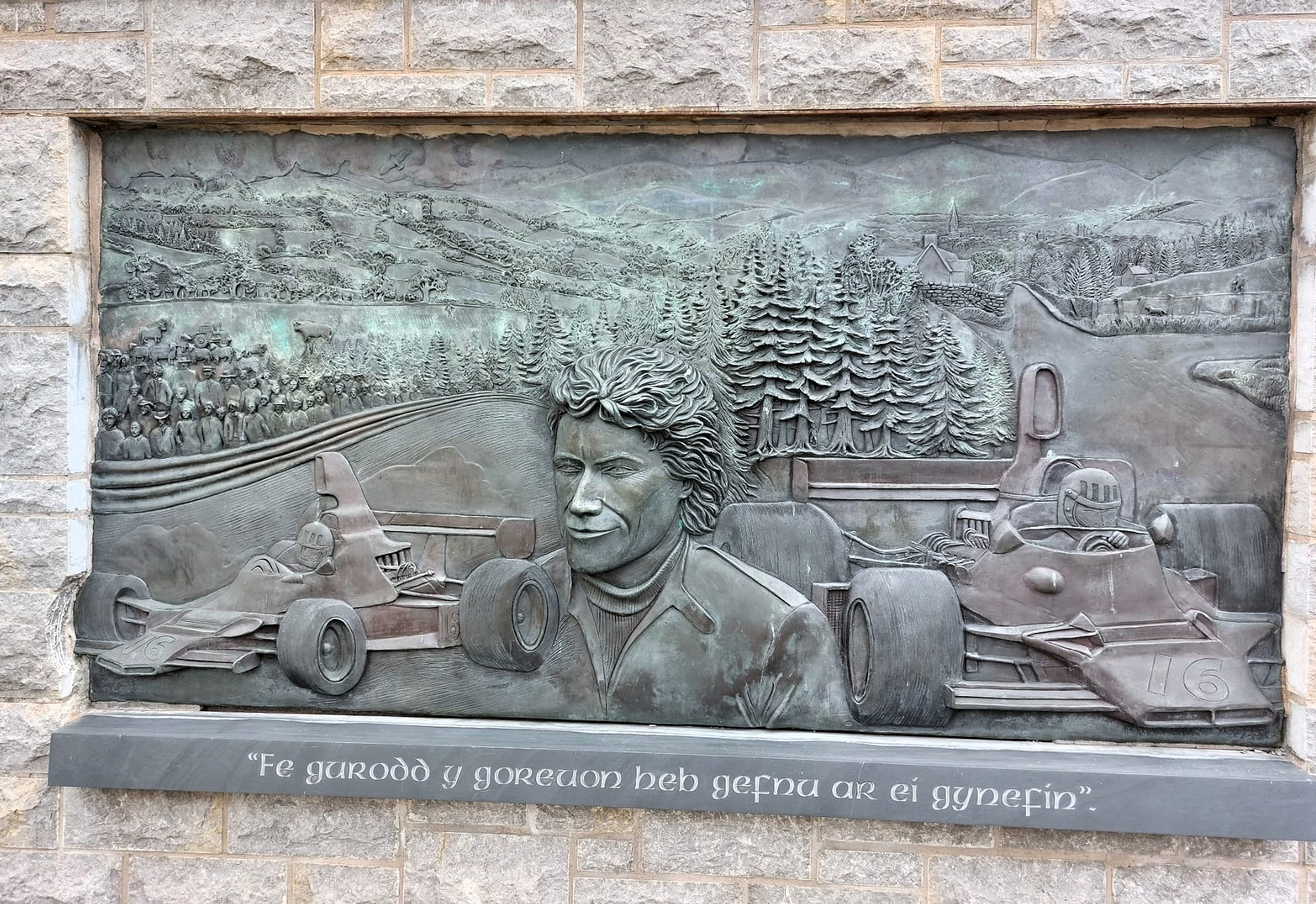
Memorial de Tom Pryce.

Le coéquipier de Pryce, Renzo Zorzi, vient d'immobiliser sa monoplace sur le bord de la piste à la suite d'une rupture moteur. Il parvient à éteindre un début d'incendie lorsque des commissaires remarquent l'incident. Zorzi leur fait signe que tout va bien mais les commissaires traversent imprudemment la piste avec des extincteurs. Malheureusement ils ne voient pas, à cause d'un dévers de la piste, que Pryce arrive à pleine vitesse en prenant l'aspiration de Hans-Joachim Stuck. Stuck parvient à les éviter mais Pryce n'en a pas le temps et fauche le deuxième commissaire, Frederik Jansen van Vuuren. Pryce est heurté de plein fouet au niveau du visage par l'extincteur du commissaire. Casque arraché, il est tué sur le coup, de même que le commissaire. De manière macabre, la voiture de Pryce continuera sa course folle tout au long de la ligne droite avant de heurter la voiture de Jacques Laffite.

## Résultats en championnat du monde de Formule 1
| Saison | Écurie                                        | Châssis   | Moteur      | Pneus              | GP disputés | Points inscrits | Classement |
| ------ | --------------------------------------------- | --------- | ----------- | ------------------ | ----------- | --------------- | ---------- |
| 1974   | Token Racing UOP Shadow Racing Team           | RJ 02 DN3 | Cosworth V8 | Firestone Goodyear | 9           | 1               | 19e        |
| 1975   | UOP Shadow Racing Team                        | DN3B DN5  | Cosworth V8 | Goodyear           | 14          | 8               | 10e        |
| 1976   | Shadow Racing Team Shadow Racing with Tabatip | DN5B DN8  | Cosworth V8 | Goodyear           | 16          | 10              | 12e        |
| 1977   | UOP Shadow Racing Team                        | DN8       | Cosworth V8 | Goodyear           | 3           | 0               | Nc.        |